# Греко-католицький храм Святого Хреста і Святої Єлени в Празі Стодулки
Греко-католицький храм Святого Хреста і Святої Єлени в Празі Стодулки — бароковий храм Святого Хреста і Святої Олени, спочатку освячений на титул Знахідки Святого Хреста у празьких Стодулках в частині під назвою Гаї поблизу Гайчиського двору на залізничній колії від Праги до Злічіна і Гостівіце.

## Історія
У місці, де стоїть храм, в 1742 році військовий гарнізон імператриці Марії Терезії перебував під командуванням її чоловіка герцога Франца Стефана Лотаринзького. Її завданням було вигнати з Праги ворожий французький і баварський гарнізони. Під час вирубки дерева 6 серпня 1742 року один солдат знайшов у ньому зарослий металевий хрест. Він передав його герцогу, який залишив собі на пам'ять. Пізніше він передав її імператриці. Коли в 1743 році імператриця приїхала до Праги, щоб коронуватися тут на чеську королеву, вона також відвідала місце, де розташовувалося військо її чоловіка. На цьому місці, де був знайдений металевий хрест, вона заклала наріжний камінь для будівництва храму, який за її наказом мав бути освячений в титул Знайдення Святого Хреста. 25 серпня 1754 року храм був освячений архієпископом Праги графом Яном Моріцом Густавом Мандершайдом в присутності імператриці Марії Терезії. Наразі невідомо, де знаходиться знайдений металевий хрест. Є нібито мідьорит, який зображує його подобу, яку зробив якийсь празький майстер М. Stilbal. Однак жодної інформації про існування цього мідьориту отримати не вдалося.
У 1761 році імператриця Марія Терезія пожертвувала новому храму капітал в 300 гульденів. З процентів від цього капіталу настоятель повинен був отримувати п'ять гульденів, а музиканти — два гульдени на рік. Решта вісім гульденів повинні були бути спрямовані на утримання храму. Храм в цей час стояв на самоті на лісистій острозі. Його духовним наставником був призначений настоятель з Лібоц, обов'язком якого було служити в ньому три меси на рік, а саме 3 травня з нагоди свята Знайдення Святого Хреста (це свято було скасовано після II Ватиканського собору), 25 серпня в річницю освячення храму і 14 вересня в свято Воздвиження Хреста. До Лібоцької парафії храм належав до 1787 року.
Але в тому ж році наступник Марії Терезії імператор Йосиф II в рамках проведених ним церковних реформ вилучив храм з церковного використання. Покинута каплиця поступово занепадала. Вона служила притулком мандрівним стихіям, що стало причиною її спустошення.
У 1892 році напівзруйнований храм очолив німецькомовний чеський священник монсеньйор Карл Яніг, який відремонтував його власним коштом за допомогою інженера Франца Зеленки, власника сусіднього Гайового двору. 25 серпня 1892 року храм знову освятили. Однак релігійне життя повернулося до нього ненадовго, і він знову був приречений на повільне занепадання. Його капітальний ремонт проедено на початку 80-х і 90-х роках XX століття. Пошкоджені декоративні двері з херувимами були замінені на прості. Внутрішнє обладнання було безповоротно втрачено або знищено. Після ремонту приблизно до 2006 року храм час від часу використовувався парафією Святого Якова Старшого в Празі Стодулках. Після цього він не використовувався до весни 2011 року.

## Опис
Це споруда круглого горища з двома апсидами. У невеликій вхідній апсиді є двостулкові вхідні двері. Приглушені кути цієї апсиди прикрашені нішами. У великій апсиді розташований пресбітерій. Храм прикрашений мансардним дахом, поверх якого виблискує металевий хрест, поставлений у кам'яну кулю. Денне світло проникає в храм в достатній мірі через два великі вітражні вікна, розташовані з боків великої апсиди, вітражні вікна над підземним карнизом і вітражне вікно над вхідними дверима. До храму ведуть дві широкі низькі сходи. Підлога кам'яна. Всередині арочні, по кутах є пілястри (неповні стовпи) з рококовими капітелями. Священицтво складається з двох ступенів і круглого кам'яного вівтаря, покритого білим вівтарним полотном. Архітектором і будівельником храму, швидше за все, є Кіліан Ігнатій Дітценгофер, відомий чеський архітектор і будівельник німецького походження, представник вищого бароко.
Інтер'єр храму багато прикрашений красивими фресками. На вівтарній фресці зображена сцена знайдення святого хреста, яку подає «Легенда Аурія» («Золота легенда»), написана приблизно в кінці 1950-х домініканським ченцем і пізніше генуезьким архієпископом Якубом де Ворагіне. За її словами, римський імператор Костянтин Великий, який увійшов в історію, зокрема, надавши свободу Міланському едикту 313 року, послав свою матір Єлену (на вівтарному зображенні праворуч) з військом в Єрусалим, щоб знайти там хрест, на якому був розіп'ятий Ісус Христос. Євреї Єрусалиму доручили своєму спільнику Юді спорядити справу з імператрицею. Цей молодий єврей, однак, стверджував, що не знає, де може знаходитися хрест. Імператриця Олена закрила його в порожню цистерну. Через три дні Юда в цистерні, за легендою, звернувся з іудейства до християнства і почав молитися до Христа. І в цьому з'явився дим, що здіймався з землі. Юду витягли з цистерни. На місці, де з землі здіймався дим, були вириті три хрести, оскільки, згідно з Біблією, Христос був розп'ятий разом з двома іншими засудженими. Тоді постало питання, на якому з цих трьох хрестів був розп'ятий Ісус. Саме туди йшла похоронна процесія, а на марах несли мертвого парубка. Юда, який тим часом охрестився, прийняв ім'я Киріак і, з ініціативи імператриці Єлени, консекрував на єпископа (на вівтарному зображенні в центрі), зупинив похоронну процесію і приставив до тіла мертвого юнака по черзі три знайдені хрести. При дотику до останнього з них парубок (на вівтарному зображенні ліворуч) ожив. Це було розцінено як доказ того, що саме цей хрест є тим, на якому Ісус Христос був розп'ятий.
Зображення на склепінні апсиди над вівтарем зображує перемогу християнства над язичництвом. На ньому видно чотирьох жінок, кожна з яких має представляти один континент: Європу, Азію, Африку та Америку. Австралія і Океанія в цей час були невідомі. Алегорична фігура білої шкіри в королівському вбранні стоїть на колінах на фігурі з зав'язаними очима, що представляє язичництво. Внизу лежить розбитий ідол, на тлі видно піраміду зі сфінксом. Над цим нависає ангел з хрестом. Зверху в хмарах майорить стрічка з написом O CRUX AVE SPES UNICA, що в перекладі з латини означає «Будь привітом», «Хрест, єдина надія».
Куполоподібне склепіння храму з боків прикрашено зображеннями чотирьох ангелів, що несуть на подушках ігемонії, а саме корону римського імператора, чеську святославську корону, угорську святощанську корону і австрійський ерцгерцогський капелюх. У центрі купола знаходиться зображення ангела з хрестом, а по його периметру — слова FULGET CRUCIS MYSTERIUM, що в перекладі з латини означає Таємниця хреста.

## Теперішній час
Храм Святого Хреста і Святої Єлени в Празі — Стодулках (спочатку Пошук Святого Хреста) пройшов у період з червня 2011 року, коли в ньому вперше в історії проходять регулярні недільні богослужіння, багато змін. Після очищення його від непотрібних артефактів і прибирання приступили до поетапного облаштування його інтер'єру, ремонту і поліпшення під'їзних комунікацій.
Уже в 2012 році були зроблені парти і гармонія. Після впровадження електрики храм був забезпечений електронним забезпеченням, підключеним до пульта центральної охорони Міської поліції та Поліції Чеської Республіки. опаленням лавок і склепінь, опалювальними килимами та освітленням лавок, жреців і гармонії. У зв'язку зі зростанням кількості відвідувачів богослужінь була додана додаткова лавка, в тому числі і її опалення. Для утеплення храму далі в приміщення для віруючих і для священиків були зроблені килими. Оскільки в цьому храмі проводяться греко-католицькі богослужіння почергово старослов'янською та українською мовами, то храм, за східними звичаями, був обладнаний свічником, де вірні запалюють свічки за померлих, а також анальним п'єдесталом з іконою Пресвятої Богородиці. На місці первісно розглянутого іконостасу (дерев'яна стіна, що відокремлює простір священика від простору для віруючих, прикрашеного іконами) ікони розташовувалися в жреці і на бічних стінах храму. У просторі жрецтва над престолом (вівтарем) встановлена ікона Пресвятої Богородиці, на пілястрах (неповних колонах) ікона Пресвятої Богородиці і Господа Ісуса Христа, над витівкою (бічним столиком для приготування подарунків) ікона Тайної вечері з дванадцятьма апостольцями. У нижньому ряду на пілястрах, починаючи праворуч від жрецтва, розташовані круглі ікони святої Галини, святої Наталії, святої Тетяни та святої Катерини. У середньому ряду розташовані, починаючи з правого боку, ікони святителя Григорія Ніссенського, св. Маргарити, Господа Ісуса Христа, св. Oлени, св. Ярослава, св. Софії та її дочки святої Віри, Надії і Любi, св. Йосафатa, св. Ірини, святих Бориса і Гліба, святої Ольги, св. Володимира, Пресвятої Богородиці, св, Льва Великого, св. Оксани. У верхньому ряду, починаючи праворуч від священика, знаходяться ікони дванадцяти найбільших греко-католицьких свят, тобто Різдва Пресвятої Богородиці, Введення в храм Пресвятої Богородиці, Благовіщення, Різдва Христового, Стрітення Христовo, Преображення Господнє, вхід Господа нашого Ісуса Христа в Єрусалим, Воскресіння Господнього, Вознесіння Господнього, Пресвята Трійця, Успіння Пресвятої Богородиці. Престол і аналой були прикрашені квітами. Для потреб священика у священичому храмі була споруджена дерев'яна шафа. У 2018 році було проведено капітальний ремонт як зовнішнього, так і внутрішнього оздоблення будівлі храму, придбано нові вітражі та покриття, на зовнішній стороні дверей храму встановлено інформативну вітрину.
Ще раніше були зроблені озеленення і зміцнення дороги від Хайчицького двору. При вході в садову колонію в безпосередній близькості від храму облаштували паркувальні місця для легкових автомобілів. Від вулиці Єремії були побудовані нові сходи з поручнями і укріплена, а по можливості розширена пішохідна дорога вздовж залізничної колії до храму.
Завдяки цьому майже двохмільйонними витратами без будь-яких субсидій було відремонтовано і відкрито важливий бароковий пам'ятник цього терезіанського храму.
Служба Божа відбувається щонеділі o 9.00 годині ранку, по парних тижнях — українською мовою, по непарних — церковно-слов'янською, згідно з церковним календарем Української Греко-Католицької церкви.